# 飯泉学
飯泉學（1986年11月15日—）是日本男性演員，出身於茨城縣，隸屬經紀公司為劇團向日葵。
身高169公分，體重51公斤。

## 人物
- 專長為棒球、將棋。

## 演出作品

### 舞台/音樂劇
- 「網球王子舞台劇 The Treasure Match 四天寶寺 feat.冰帝」 - 飾 金色小春（B組演員）（2009年2月6日-3月31日）
- 「網球王子舞台劇 Dream live 6th」 - 飾 金色小春（B組演員）（2009年5月2日-3日　東京、5月9日-10日　神戸）
- 「網球王子舞台劇 The Final Match 立海 First feat. 四天寶寺」 - 飾 金色小春（B組演員）（2009年7月-10月）

### 其它
- スネオヘアー「言いたいことはいつも」ＰＶ

## 相關網站
- 劇団ひまわり （页面存档备份，存于）